# Fuchsmauern

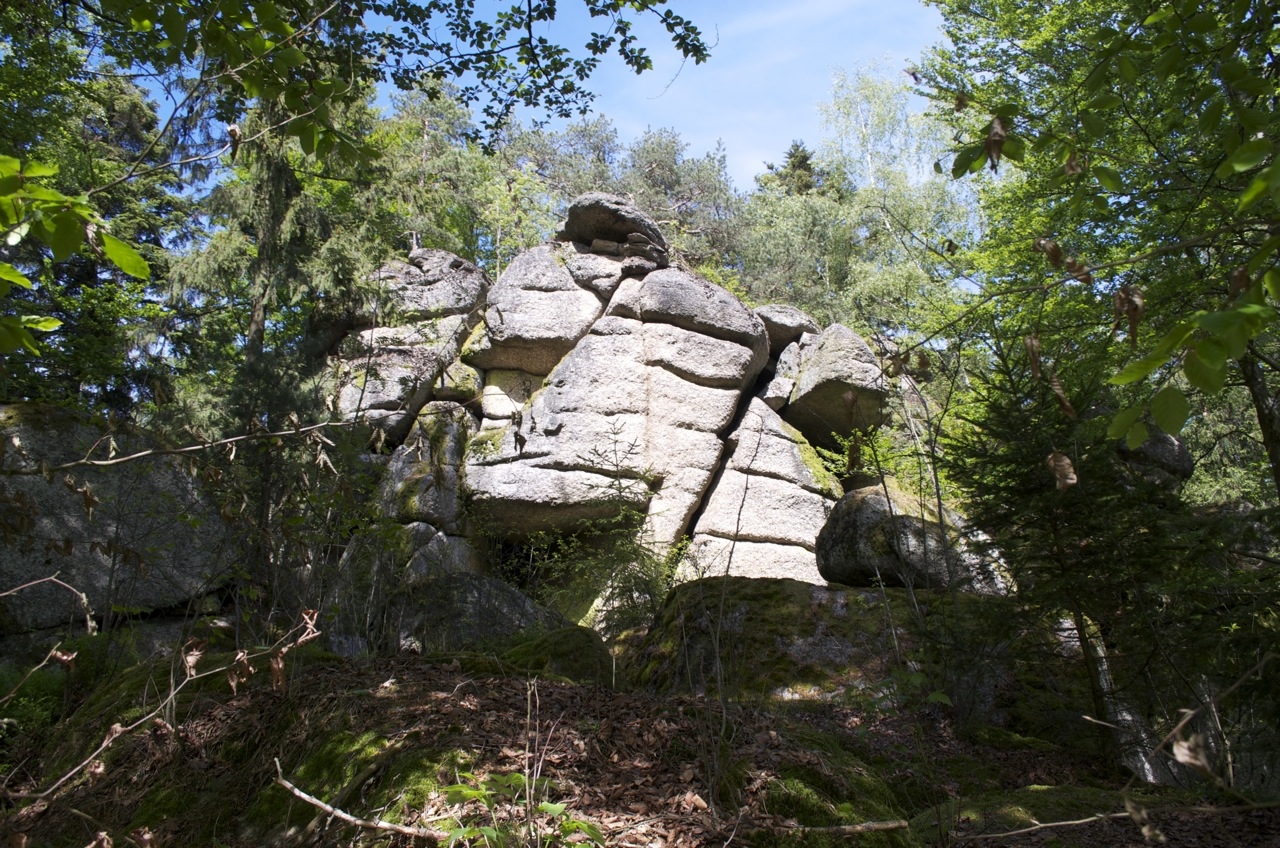

Die Fuchsmauern sind eine Felsformation im Naturpark Mühlviertel in der Gemeinde Rechberg im Bezirk Perg. Sie wurden 1999 ins oberösterreichische Naturschutzbuch als Naturdenkmal eingetragen.

## Beschreibung
Die Fuchsmauern befinden sich nördlich des Ortszentrums der Gemeinde Rechberg inmitten eines größeren Waldkomplexes bestehend vorwiegend aus Buchen und vereinzelt Tannen und Fichten. Die Felsformation umfasst eine Fläche von insgesamt 1.500 Quadratmetern, wobei eine Höhe von bis zu 15 Metern erreicht wird.
Die übereinander gelagerten Granitblöcke aus Weinsberger Granit weisen eine deutlich sichtbare vertikale und horizontale Klüftung auf und verleihen dem Landschaftsbild auf Grund ihrer Größe und Eigenheit ein besonderes Gepräge. Auffällig sind die bei dieser Gesteinsart auffälligen Feldspate mit einer Kantenlänge bis zu zehn Zentimeter.